# Церковь Святого Вольфганга (Ландсхут)
Церковь Святого Вольфганга (нем. Pfarrkirche St. Wolfgang или нем. Wolfgangskirche) — римско-католическая приходская церковь, расположенная в одноимённом районе города Ландсхут и относящаяся к Регенсбургской епархии. Здание было построено в 1956—1957 годах по проекту мюнхенского архитектора Фридриха Фердинанда Хайндля; свой нынешний облик оно приобрело после реконструкции 1994—1995 годов.